# Bradina fidelia
Bradina fidelia là một loài bướm đêm trong họ Crambidae.